# 天真混
天真混（てんしんこん）は明代に「弥天王」を自称し自立した李文が建てた私年号。1620年（万暦47年旧12月）。李崇智、鄧洪波は真混を採る。

## 西暦・干支との対照表
| 天真混 | 元年     |
| 西暦   | 1619年   |
| 干支   | 己未     |
| 明     | 万暦47年 |
| 後金   | 天命4年  |